# 清水昌平
清水 昌平（しみず しょうへい）は、日本の統計学者。専門は統計科学。滋賀大学データサイエンス学部教授、滋賀大学データサイエンス・AIイノベーション研究推進センター 副センター長。理化学研究所革新知能統合研究センター 汎用基盤技術研究グループ 因果推論チーム チームリーダー。また、京都大学医学研究科や科学技術・学術政策研究所で客員研究官も兼任している。
因果関係を推測するための統計解析手法の研究開発と応用に従事。特に、統計的因果推論における「LiNGAM（Linear Non-Gaussian Acyclic Model）」の提案者として知られる。データ解析、因果関係の解明、機械学習分野で多大な貢献をしている。

「世界で最も影響力のある研究者トップ2%」に選出
2023年10月にスタンフォード大学と科学出版社Elsevier社が発表した「標準化された引用指標に基づく科学者データベース」の「世界のトップ2%の研究者」に選出された。このランキングは、世界最大級の抄録・引用文献データベースScopusのデータを基に算出され、22の科学分野と174のサブ分野に分類された研究者の中から、上位2%が選出されるものである。
清水教授は「Artificial Intelligence & Image Processing」の分野で選出され、特に、介入のない観察データから因果関係を推測するための数学的方法論「LiNGAM法」の開発が評価されている。LiNGAM法に関するその論文の被引用数は900を超えており、因果推論分野の研究における重要な貢献として広く認知されている。
また、同時に同じく滋賀大学の周准教授も同じ分野でトップ2％に選ばれた。

## 受賞
- 国際学会
  - 2023年11月: IEEE TrustCom-2023 Outstanding Paper Award (S. Wani, X. Zhou, S. Shimizu)[3]
  - 2023年9月: 2023 IEEE IES TC-II Best Paper (X. Zhou, X. Xu, W. Liang, Z. Zeng, S. Shimizu, L. T. Yang, Q. Jin)[4]
  - 2020年11月: IEEE SMC Society Andrew P. Sage Best Transactions Paper Award (X. Zhou, W. Liang, I. Kevin, K. Wang, S. Shimizu)[5]
  - 2006年3月: Best Student First Author Theory Paper Award, International Conference on Independent Component Analysis and Blind Signal Separation (ICA2006), Charleston, SC, USA, 2006
- 国内学会
  - 2018年9月: 日本行動計量学会 杉山明子賞（出版賞）：「統計的因果探索」（講談社, 2017）[6][7]
  - 2016年9月: 日本行動計量学会 林知己夫賞（優秀賞）[8]
- 教育
  - 2021年3月: 滋賀大学 学長賞（2020年度）[9]
  - 2020年10月: 滋賀大学 教育実践優秀賞：「産学連携データサイエンス実践教育」[10]
  - 2019年3月: 滋賀大学 学長賞（2018年度）[11]

## 兼任
- 科学技術・学術政策研究所 客員研究官（2021年4月- 現在）
- 京都大学 高等研究院ヒト生物学高等研究拠点 連携研究者（2020年4月- 現在）
- 京都大学 医学研究科 客員研究員（2018年4月- 現在）
- 理化学研究所 革新知能統合研究センター 汎用基盤技術研究グループ 因果推論チーム チームリーダー（2016年9月-現在）

過去
- 情報通信研究機構 脳情報通信融合研究センター 脳情報通信融合研究室 特別研究員（2015年4月-2016年3月）
- 情報通信研究機構 脳情報通信融合研究センター 脳情報通信融合研究室 協力研究員（2014年5月-2015年3月）
- ヘルシンキ大学 情報技術研究所 コンピュータ科学学科 神経情報学グループ 客員研究員（2006年6月～2006年12月）
- ヘルシンキ大学 情報技術研究所 基礎研究ユニット コンピュータ科学学科 神経情報学グループ 客員研究員（2003年9月～2005年3月）